# Diofantinas cuadráticas
A pesar de un simbolismo rudimentario y de un sistema de numeración alfabético, Diofanto resuelve buena cantidad de problemas cuya solución acarrea al asunto de ecuaciones indeterminadas de segundo grado.

## Algo de historia
- Los babilonios tenían tablas de los cuadrados de los naturales, conocieron el vínculo ecuacional o algebraico de los lados de un triángulo rectángulo, en el sentido geométrico empírico. Sin embargo no formularon una ecuación pertinente, tampoco demostraron la terna pitagórica, que es una ecuación en tres incógnitas de segundo grado o bien una función de dos variables.[1]

{\displaystyle z=f(x,y)={\sqrt {x^{2}+y^{2}}}}
- La Escuela pitagórica, que residía en Sicilia, llegó a demostrar el conocidísimo teorema - atribuido a Pitágoras. Cuando se trató de obtener tríadas de números enteros, ciertamente, se plantea un problema de ecuaciones indeterminadas de segundo grado en todas sus incógnitas, conocidas también como ecuaciones diofánticas cuadráticas.

- Matemáticos europeos- entre los más conocidos están Pierre Fermat-, Leonard Euler, Wallis, y el

fundador de la Teoría de números, Carlos Gauss, entre otros, abordan el tema.Ya se está en una época en que ya se usaba el sistema de numeración decimal hindú y había avanzado el simbolismo algebraico.
- Fermat, un abogado y hábil matemático conciso, es conocido por haber enunciado la no existencia de soluciones de las ecuaciones indeterminadas de grado n en dos incógnitas, tenga solución en ℕ.
- Andrew Wiles en 1994, luego de un angustioso silencio tras su fallida primera presentación, transcurridos tres siglos y medio de su enunciado, confirmó la certeza de la formulación fermatiana.[2]

## Casos de ecuaciones diofánticas cuadráticas

### Planteamiento
En el caso de la formulación de hallar la ecuación correspondiente a una elipse, cuyos focos en el Eje X, equidistan del origen: surge una ecuación de segundo grado en dos variables elevadas al cuadrado. Puede interesar saber qué pares de números enteros, del primer cuadrante, resuelven en ese caso.

### N-adas pitagóricas
Es una generalización de la ternas pitagóricas. Por ejemplo, si queremos hallar la diagonal de un ortoedro cuyas aristas miden 1, 2, 2 unidades respectivamente, aplicamos la fórmula {\displaystyle u^{2}+v^{2}+t^{2}=d^{2}} y obtenemos que la diagonal vale 3.
Tratándose de un 'hiper-ortoedro' cuyas 'hiper-aristas' miden 1,2,2 4 unidades, también calculamos la 'hiperdiagonal' que mide 5 unidades. Y esto puede generalizarse - dejando la geometría- se puede decir: hallar n números enteros positivos cuya suma de sus cuadrados sea también un cuadrado. En este caso se aplica la fórmula para cuatro dimensiones:
{\displaystyle u^{2}+v^{2}+s^{2}+t^{2}=d^{2}} (1)
Los parámetros {\displaystyle u,v,s,tyd} recorren el conjunto de los enteros positivos. Precisamente una ecuación como (1) se llama ecuación diofantina cuadrática de 4 variables independientes.
Las soluciones se obtienen haciendo: {\displaystyle u=m^{2}-n^{2}-p^{2}}; {\displaystyle v=2m^{2}n^{2}}; {\displaystyle t=2m^{2}p^{2}}

### Definición
diremos que la sucesión {\displaystyle a_{1},a_{2},...,a_{n}} de enteros positivos es una n-ada pitagóricasi la suma {\displaystyle a_{1}^{2}+a_{2}^{2}+...+a_{n}^{2}} es un cuadrado perfecto.

### Otros casos
También es de interés:
- La ecuación {\displaystyle x^{4}+y^{4}=z^{2}}.
- La ecuación {\displaystyle ax^{2}+y^{2}=n}. O Ecuación de Pell[3]
- Formas cuadráticas binarias.